# Ordosiodon
Ordosiodon es un género extinto de terápsidos terocéfalos del Triásico Inferior cuyos fósiles se han encontrado en la actual China. Incluye dos especies, O. lincheyuensis y O. youngi.
O. lincheyuensis, la especie tipo, fue nombrada por el paleontólogo chino Yang Zhongjian en 1961 sobre la base de una mandíbula inferior parcial. La mandíbula fue descubierto por un equipo de prospección petrolífera en octubre de 1958 en la Formación Bajo Ermaying en la provincia de Shanxi, que se remonta a la etapa Olenekiense. Young nombró el género con el nombre del desierto de Ordos, lugar donde se encontró la mandíbula. Ordosiodon fue originalmente identificado por Young como una especie dentro de la familia Diademodontidae (los diademodóntidos cinodontes son herbívoros que están más estrechamente relacionados con los mamíferos que los terocéfalos). Young señaló varias características inusuales de Ordosiodon que lo distinguen de la familia Diademodontidae, incluida la falta de diastema o espacio en los dientes, la falta de molares en la parte posterior de la mandíbula, dientes caninos cónicos y dientes relativamente pequeños tras ellos. Ordosiodon fue posteriormente identificado como una especie temprana de diademodóntido para justificar estas diferencias.
En 1979, se encontró un cráneo parcial y el esqueleto en la misma zona que el O. lincheyuensis y fue nombrado O. youngi en honor de Young, siendo identificado como un terocéfalos y se clasificó en la familia Ordosiidae. Las características distintivas del O. youngi incluyen un paladar secundario alargado en el lado inferior del cráneo, un hocico corto, y una región temporal (mejilla) que es más ancha que la parte posterior del cráneo. Los dientes postcaninos aumentan de tamaño según se retrocede en la mandíbula.
En 1981, la mandíbula de Ordosiodon fue reconocida como la de un terocéfalo similar a Ordosia youngi. Ordosia se convirtió en un sinónimo de Ordosiodon y Ordosia youngi fue reclasificado como Ordosiodon youngi. Los nombres y Ordosia y Ordosiidae actualmente se utilizan para designar un género y una familia de trilobites del Cámbrico.